# Championnats du monde de ski-alpinisme
Les championnats du monde de ski-alpinisme sont des compétitions de ski de randonnée organisées sous l'égide du Comité international de ski-alpinisme de compétition (CISAC ou en anglais International Council for Ski Mountaineering Competitions ou ISMC), puis à partir de 2008, par l'International Ski Mountaineering Federation (ISMF).

## Historique
Les premiers Championnats du monde de ski-alpinisme officiels de l'ISMC ont été réalisés dans l'année internationale de la montagne en 2002, déclarée par les Nations unies. Le championnat a eu lieu à Serre Chevalier en France, du 24 au 27 janvier 2002. Avant cette première épreuve, le Trofeo Mezzalama italien a eu lieu comme «Championnat du Monde de ski alpinisme» avec les classes pour les «civils», les «militaires» et les «guides de montagne» en 1975. Parce que l'ISMC a fusionné dans la Fédération internationale de ski de montagne (International Ski Mountaineering Federation ou ISMF) en 2008, les championnats suivants seront sanctionnés par l'ISMF.
| "Équipes civiles"            | Médaille d'or      | Renzo Meynet      | Osvaldo Ronc     | Mirko Stangalino    |
| "Équipes civiles"            | Médaille d'argent  | Pays inconnu      | Pays inconnu     | Pays inconnu        |
| "Équipes civiles"            | Médaille de bronze | Pays inconnu      | Pays inconnu     | Pays inconnu        |
| "Équipes militaires"         | Médaille d'or      | Angelo Genuin     | Bruno Bonaldi    | Luigi Weiss         |
| "Équipes militaires"         | Médaille d'argent  | Gianfranco Stella | Aldo Stella      | Leo Vidi            |
| "Équipes militaires"         | Médaille de bronze | Willy Bertin      | Felice Darioli   | Fabrizio Pedranzini |
| "Équipes guides de montagne" | Médaille d'or      | Oreste Squinobal  | Arturo Squinobal | Lorenzo Squinobal   |
| "Équipes guides de montagne" | Médaille d'argent  | Pays inconnu      | Pays inconnu     | Pays inconnu        |
| "Équipes guides de montagne" | Médaille de bronze | Pays inconnu      | Pays inconnu     | Pays inconnu        |

Les éditions suivantes des Championnats du monde ISMC ont eu lieu à Val d'Aran (Espagne) en 2004, dans la province italienne de Coni en 2006, et aux Portes du Soleil (Suisse) en 2008. L'édition 2010 a eu lieu dans la région de Grandvalira (Andorre). En 2011, la 6e édition modifie le calendrier des éditions biennales et se déroule à Claut (Italie).
Les Championnats du Monde 2012 auront lieu à Schladming (Autriche).
Les Championnats du monde sont soutenus par les organisations nationales des pays organisateurs.

## Commentaires
Les disciplines sont classées par sexe et par groupes d'âge. En 2002, seuls les disciplines individuel et par équipes  (2 coureurs) ont été organisées et notées, ajouté à un classement combiné. Lors des championnats de 2004, une épreuve de relais et une Vertical Race ont été ajoutées. Les équipes de relais hommes étaient constituées de quatre coureurs et les équipes féminines de trois. Dans les années suivantes, toutes les équipes de relais ont été de quatre alpinistes de ski. En 2006, la course de relais a été annulée en raison des mauvaises conditions de neige, et par conséquent il n'y a pas de classement combiné. Lors de l'édition de 2008, une course longue distance a été ajoutée.
Les équipes nationales sont souvent mélangées avec des athlètes venant du niveau «Espoirs». Certaines nations n'ont pas suffisamment de coureurs pour participer à toutes les disciplines.

## Nations médaillées et disciplines
Par système d'attribution de points
| Année              | Lieu              | Médaille d'or, monde | Médaille d'argent, monde | Médaille de bronze, monde | Disciplines | Disciplines | Disciplines | Disciplines | Disciplines   | Disciplines     | Disciplines |
| Année              | Lieu              | Médaille d'or, monde | Médaille d'argent, monde | Médaille de bronze, monde | Individuel  | Par équipes | Combiné     | Relais      | Vertical Race | Longue distance | Sprint      |
| ------------------ | ----------------- | -------------------- | ------------------------ | ------------------------- | ----------- | ----------- | ----------- | ----------- | ------------- | --------------- | ----------- |
| 1re édition - 2002 | Serre Chevalier   | FRA                  | ITA                      | SUI                       | ✔️          | ✔️          | ✔️          | ❌          | ❌            | ❌              | ❌          |
| 2e édition - 2004  | Val d'Aran        | SUI                  | ITA                      | FRA                       | ✔️          | ✔️          | ✔️          | ✔️          | ✔️            | ❌              | ❌          |
| 3e édition - 2006  | Province de Coni  | ITA                  | SUI                      | FRA                       | ❌          | ✔️          | ❌          | ✔️          | ✔️            | ❌              | ❌          |
| 4e édition - 2008  | Portes du Soleil  | ITA                  | FRA                      | SUI                       | ✔️          | ✔️          | ✔️          | ✔️          | ✔️            | ✔️              | ❌          |
| 5e édition - 2010  | Ordino Arcalís    | ITA                  | FRA                      | SUI                       | ✔️          | ✔️          | ✔️          | ✔️          | ✔️            | ❌              | ❌          |
| 6e édition - 2011  | Claut             | FRA                  | SUI                      | ITA                       | ✔️          | ✔️          | ❌          | ✔️          | ✔️            | ❌              | ✔️          |
| 7e édition - 2013  | Pelvoux           | ITA                  | FRA                      | SUI                       | ✔️          | ✔️          | ❌          | ✔️          | ✔️            | ❌              | ✔️          |
| 8e édition - 2015  | Verbier           | ITA                  | FRA                      | SUI                       | ✔️          | ✔️          | ❌          | ✔️          | ✔️            | ❌              | ✔️          |
| 9e édition - 2017  | Piancavallo       | ITA                  | SUI                      | FRA                       | ✔️          | ✔️          | ❌          | ✔️          | ✔️            | ❌              | ✔️          |
| 10e édition - 2019 | Villars-sur-Ollon | SUI                  | ITA                      | FRA                       | ✔️          | ✔️          | ❌          | ✔️          | ✔️            | ❌              | ✔️          |
| 11e édition - 2021 | Ordino Arcalís    | ITA                  | SUI                      | FRA                       | ✔️          | ❌          | ❌          | ✔️          | ✔️            | ❌              | ✔️          |
| 12e édition - 2023 | Boí Taüll         | ITA                  | SUI                      | FRA                       | ✔️          | Mx          | ❌          | ✔️          | ✔️            | ❌              | ✔️          |

## Palmarès

### Hommes

#### Individuel
| Édition | Or                               | Argent                           | Bronze                           |
| ------- | -------------------------------- | -------------------------------- | -------------------------------- |
| 2002    | Stéphane Brosse ( France)        | Patrick Blanc ( France)          | Carlo Battel ( Italie)           |
| 2004    | Rico Elmer ( Suisse)             | Florent Perrier ( France)        | Dennis Brunod ( Italie)          |
| 2006    | Épreuve annulée                  |                                  |                                  |
| 2008    | Florent Perrier ( France)        | Florent Troillet ( Suisse)       | Dennis Brunod ( Italie)          |
| 2010    | Florent Troillet ( Suisse)       | Kilian Jornet Burgada ( Espagne) | Didier Blanc ( France)           |
| 2011    | Kilian Jornet Burgada ( Espagne) | William Bon Mardion ( France)    | Yannick Buffet ( France)         |
| 2013    | William Bon Mardion ( France)    | Mathéo Jacquemoud ( France)      | Kilian Jornet Burgada ( Espagne) |
| 2015    | Kilian Jornet Burgada ( Espagne) | Robert Antonioli ( Italie)       | Matteo Eydallin ( Italie)        |
| 2017    | Damiano Lenzi ( Italie)          | Kilian Jornet Burgada ( Espagne) | Anton Palzer ( Allemagne)        |
| 2019    | Robert Antonioli ( Italie)       | Michele Boscacci ( Italie)       | Xavier Gachet ( France)          |
| 2021    | Matteo Eydallin ( Italie)        | Robert Antonioli ( Italie)       | Davide Magnini ( Italie)         |

#### Vertical Race
| Édition | Or                               | Argent                           | Bronze                           |
| ------- | -------------------------------- | -------------------------------- | -------------------------------- |
| 2002    | Épreuve inexistante à cette date | Épreuve inexistante à cette date | Épreuve inexistante à cette date |
| 2004    | Patrick Blanc ( France)          | Florent Perrier ( France)        | Sébastien Epiney ( Suisse)       |
| 2006    | Patrick Blanc ( France)          | Tony Sbalbi ( France)            | Florent Perrier ( France)        |
| 2008    | Florent Perrier ( France)        | Dennis Brunod ( Italie)          | Grégory Gachet ( France)         |
| 2010    | Kilian Jornet Burgada ( Espagne) | Dennis Brunod ( Italie)          | Florent Perrier ( France)        |
| 2011    | Kilian Jornet Burgada ( Espagne) | Yannick Buffet ( France)         | William Bon Mardion ( France)    |
| 2013    | Kilian Jornet Burgada ( Espagne) | Martin Anthamatten ( Suisse)     | Damiano Lenzi ( Italie)          |
| 2015    | Kilian Jornet Burgada ( Espagne) | Anton Palzer ( Allemagne)        | Lorenzo Holzknecht ( Italie)     |
| 2017    | Kilian Jornet Burgada ( Espagne) | Damiano Lenzi ( Italie)          | Werner Marti ( Suisse)           |
| 2019    | Werner Marti ( Suisse)           | Robert Antonioli ( Italie)       | Rémi Bonnet ( Suisse)            |
| 2021    | Rémi Bonnet ( Suisse)            | Anton Palzer ( Allemagne)        | Werner Marti ( Suisse)           |

#### Individuel longue distance
| Édition | Or                         | Argent                    | Bronze                           |
| ------- | -------------------------- | ------------------------- | -------------------------------- |
| 2008    | Guido Giacomelli ( Italie) | Florent Perrier ( France) | Kílian Jornet Burgada ( Espagne) |

#### Sprint
| Édition | Or                           | Argent                        | Bronze                        |
| ------- | ---------------------------- | ----------------------------- | ----------------------------- |
| 2011    | Martin Anthamatten ( Suisse) | Robert Antonioli ( Italie)    | Yannick Ecoeur ( Suisse)      |
| 2013    | Josef Rottmoser ( Allemagne) | Marcel Marti ( Suisse)        | Yannick Ecoeur ( Suisse)      |
| 2015    | Robert Antonioli ( Italie)   | Josef Rottmoser ( Allemagne)  | Iwan Arnold ( Suisse)         |
| 2017    | Iwan Arnold ( Suisse)        | Anton Palzer ( Allemagne)     | Oriol Cardona Coll ( Espagne) |
| 2019    | Arno Lietha ( Suisse)        | Iwan Arnold ( Suisse)         | Robert Antonioli ( Italie)    |
| 2021    | Iwan Arnold ( Suisse)        | Oriol Cardona Coll ( Espagne) | Nadir Maguet ( Italie)        |

#### Par équipes
| Édition | Or                                                        | Argent                                                         | Bronze                                                       |
| ------- | --------------------------------------------------------- | -------------------------------------------------------------- | ------------------------------------------------------------ |
| 2002    | Ivan Murada ( Italie) Graziano Boscacci ( Italie)         | Tony Sbalbi ( France) Stéphane Brosse ( France)                | Miroslav Leitner ( Slovaquie) Peter Svätojánsky ( Slovaquie) |
| 2004    | Patrick Blanc ( France) Florent Perrier ( France)         | Carlo Battel ( Italie) Jean Pellissier ( Italie)               | Dennis Brunod ( Italie) Manfred Reichegger (en) ( Italie)    |
| 2006    | Stéphane Brosse ( France) Patrick Blanc ( France)         | Florent Perrier ( France) Grégory Gachet ( France)             | Dennis Brunod ( Italie) Manfred Reichegger (en) ( Italie)    |
| 2008    | Florent Perrier ( France) Alexandre Pellicier ( France)   | Hansjörg Lunger ( Italie) Guido Giacomelli ( Italie)           | Dennis Brunod ( Italie) Manfred Reichegger (en) ( Italie)    |
| 2010    | Florent Perrier ( France) Didier Blanc ( France)          | Martin Anthamatten ( Suisse) Florent Troillet ( Suisse)        | Lorenzo Holzknecht ( Italie) Damiano Lenzi ( Italie)         |
| 2011    | Matteo Eydallin ( Italie) Denis Trento ( Italie)          | Manfred Reichegger (en) ( Italie) Lorenzo Holzknecht ( Italie) | William Bon Mardion ( France) Didier Blanc ( France)         |
| 2013    | Mathéo Jacquemoud ( France) William Bon Mardion ( France) | Manfred Reichegger (en) ( Italie) Matteo Eydallin ( Italie)    | Xavier Gachet ( France) Alexis Sevennec ( France)            |
| 2015    | Matteo Eydallin ( Italie) Damiano Lenzi ( Italie)         | Xavier Gachet ( France) William Bon Mardion ( France)          | Robert Antonioli ( Italie) Michele Boscacci ( Italie)        |
| 2017    | Matteo Eydallin ( Italie) Damiano Lenzi ( Italie)         | Robert Antonioli ( Italie) Michele Boscacci ( Italie)          | Xavier Gachet ( France) William Bon Mardion ( France)        |
| 2019    | Rémi Bonnet ( Suisse) Werner Marti ( Suisse)              | Robert Antonioli ( Italie) Michele Boscacci ( Italie)          | Matteo Eydallin ( Italie) Nadir Maguet ( Italie)             |

#### Relais
| Édition | Or                                                                               | Argent                                                                            | Bronze                                                                                             |
| ------- | -------------------------------------------------------------------------------- | --------------------------------------------------------------------------------- | -------------------------------------------------------------------------------------------------- |
| 2002    |                                                                                  |                                                                                   | |
| 2004    | ( France) Stéphane Brosse Cédric Tomio Florent Perrier Patrick Blanc             | ( Italie) Carlo Battel Graziano Boscacci Martin Riz Guido Giacomelli              | ( Suisse) Alexander Hug Alain Richard (en) Pierre Bruchez Rico Elmer                               |
| 2006    | ( Italie) Dennis Brunod Hansjörg Lunger Manfred Reichegger (en) Guido Giacomelli | ( France) Stéphane Brosse Grégory Gachet Florent Perrier Patrick Blanc            | ( Suisse) Alexander Hug Alain Rey (en) Florent Troillet Rico Elmer                                 |
| 2008    | ( Italie) Dennis Brunod Damiano Lenzi Manfred Reichegger (en) Martin Riz         | ( Suisse) Florent Troillet Martin Anthamatten Pierre Bruchez Didier Moret         | ( Espagne) Javier Martín de Villa Manuel Pérez Brunicardi Marc Solá Pastoret Kílian Jornet Burgada |
| 2010    | ( Italie) Dennis Brunod Denis Trento Manfred Reichegger (en) Lorenzo Holzknecht  | ( Suisse) Florent Troillet Martin Anthamatten Pierre Bruchez Yannick Ecoeur       | ( France) Grégory Gachet William Bon Mardion Florent Perrier Didier Blanc                          |
| 2011    | ( Italie) Manfred Reichegger (en) Robert Antonioli Denis Trento Matteo Eydallin  | ( Suisse) Yannick Ecoeur Marcel Theux Martin Anthamatten Marcel Marti             | ( France) Didier Blanc Xavier Gachet Yannick Buffet William Bon Mardion                            |
| 2013    | ( Suisse) Marcel Marti Martin Anthamatten Yannick Ecoeur Andreas Steindl         | ( Italie) Manfred Reichegger (en) Michele Boscacci Robert Antonioli Damiano Lenzi | ( France) William Bon Mardion Mathéo Jacquemoud Alexis Sevennec Xavier Gachet                      |
| 2015    | ( Italie) Matteo Eydallin Michele Boscacci Robert Antonioli Damiano Lenzi        | ( France) Didier Blanc Xavier Gachet Alexis Sevennec William Bon Mardion          | ( Suisse) Marcel Marti Martin Anthamatten Yannick Ecoeur Iwan Arnold                               |
| 2017    | ( Suisse) Andreas Steindl Werner Marti Yannick Ecoeur Iwan Arnold                | ( Italie) Nadir Maguet Michele Boscacci Robert Antonioli Damiano Lenzi            | ( Espagne) Marc Pinsach Oriol Cardona Iñigo de Albornoz Kílian Jornet Burgada                      |
|         |                                                                                  |                                                                                   | |
| 2021    | ( Italie) Robert Antonioli Niccolo Canclini Nadir Maguet Michele Boscacci        | ( Suisse) Werner Marti Iwan Arnold Arno Lietha Martin Anthamatten                 | ( France) Alexis Sevennec William Bon Mardion Thibault Anselmet Xavier Gachet                      |

#### Combiné
| Édition | Or                                                           | Argent                    | Bronze                           |
| ------- | ------------------------------------------------------------ | ------------------------- | -------------------------------- |
| 2002    | Patrick Blanc ( France)                                      | Stéphane Brosse ( France) | Ivan Murada ( Italie)            |
| 2004    | Florent Perrier ( France)                                    | Patrick Blanc ( France)   | Dennis Brunod ( Italie)          |
| 2006    | Non attribué à cause de l'annulation de l'épreuve individuel |                           |                                  |
| 2008    | Florent Perrier ( France)                                    | Dennis Brunod ( Italie)   | Grégory Gachet ( France)         |
| 2010    | Didier Blanc ( France)                                       | Florent Perrier ( France) | Kilian Jornet Burgada ( Espagne) |
| 2011    | NC                                                           | NC                        | NC                               |
| 2013    | NC                                                           | NC                        | NC                               |

### Femmes

#### Individuel
| Édition | Or                               | Argent                        | Bronze                                |
| ------- | -------------------------------- | ----------------------------- | ------------------------------------- |
| 2002    | Valérie Ducognon ( France)       | Gloriana Pellissier ( Italie) | Catherine Mabillard ( Suisse)         |
| 2004    | Cristina Favre-Moretti ( Suisse) | Gloriana Pellissier ( Italie) | Isabella Crettenand-Moretti ( Suisse) |
| 2006    | Épreuve annulée                  |                               |                                       |
| 2008    | Roberta Pedranzini ( Italie)     | Laëtitia Roux ( France)       | NC ( Italie)                          |
| 2010    | Laëtitia Roux ( France)          | Roberta Pedranzini ( Italie)  | Francesca Martinelli ( Italie)        |
| 2011    | Mireia Miró Varela ( Espagne)    | Laëtitia Roux ( France)       | Nathalie Etzensperger ( Suisse)       |
| 2013    | Laëtitia Roux ( France)          | Axelle Mollaret ( France)     | Gloriana Pellissier ( Italie)         |
| 2015    | Laëtitia Roux ( France)          | Axelle Mollaret ( France)     | Emelie Forsberg ( Suède)              |
| 2017    | Laëtitia Roux ( France)          | Maude Mathys ( Suisse)        | Axelle Mollaret ( France)             |
| 2019    | Axelle Mollaret ( France)        | Alba De Silvestro ( Italie)   | Lorna Bonnel ( France)                |
| 2021    | Axelle Mollaret ( France)        | Tove Alexandersson ( Suède)   | Alba De Silvestro ( Italie)           |

#### Vertical Race
| Édition | Or                                  | Argent                                | Bronze                          |
| ------- | ----------------------------------- | ------------------------------------- | ------------------------------- |
| 2002    |                                     |                                       |                                 |
| 2004    | Cristina Favre-Moretti ( Suisse)    | Isabella Crettenand-Moretti ( Suisse) | Gloriana Pellissier ( Italie)   |
| 2006    | Natascia Leonardi Cortesi ( Suisse) | Roberta Pedranzini ( Italie)          | Catherine Mabillard ( Suisse)   |
| 2008    | Roberta Pedranzini ( Italie)        | Francesca Martinelli ( Italie)        | Nathalie Etzensperger ( Suisse) |
| 2010    | Roberta Pedranzini ( Italie)        | Laëtitia Roux ( France)               | Francesca Martinelli ( Italie)  |
| 2011    | Mireia Mirò Varela ( Espagne)       | Laëtitia Roux ( France)               | Gemma Arrò ( Espagne)           |
| 2013    | Laëtitia Roux ( France)             | Mireia Mirò Varela ( Espagne)         | Emelie Forsberg ( Suède)        |
| 2015    | Laura Orgué ( Espagne)              | Laëtitia Roux ( France)               | Victoria Kreuzer ( Suisse)      |
| 2017    | Andrea Mayr ( Autriche)             | Emelie Forsberg ( Suède)              | Axelle Mollaret ( France)       |
| 2019    | Andrea Mayr ( Autriche)             | Axelle Mollaret ( France)             | Victoria Kreuzer ( Suisse)      |
| 2021    | Axelle Mollaret ( France)           | Victoria Kreuzer ( Suisse)            | Tove Alexandersson ( Suède)     |

#### Individuel longue distance
| Édition | Or                             | Argent                       | Bronze                          |
| ------- | ------------------------------ | ---------------------------- | ------------------------------- |
| 2008    | Francesca Martinelli ( Italie) | Gabrielle Magnenat ( Suisse) | Nathalie Etzensperger ( Suisse) |

#### Sprint
| Édition | Or                                 | Argent                            | Bronze                        |
| ------- | ---------------------------------- | --------------------------------- | ----------------------------- |
| 2013    | Mireille Richard ( Suisse)         | Nina Silitch ( États-Unis)        | Emelie Forsberg ( Suède)      |
| 2015    | Laëtitia Roux ( France)            | Anna Figura ( Pologne)            | Séverine Pont-Combe ( Suisse) |
| 2017    | Clàudia Galícia Cotrina ( Espagne) | Emelie Forsberg ( Suède)          | Marianne Fatton ( Suisse)     |
| 2019    | Clàudia Galícia Cotrina ( Espagne) | Marianna Jagerčíková ( Slovaquie) | Déborah Marti ( Suisse)       |
| 2021    | Marianne Fatton ( Suisse)          | Marianna Jagerčíková ( Slovaquie) | Mara Martini ( Italie)        |

#### Par équipes
| Édition | Or                                                             | Argent                                                        | Bronze                                                      |
| ------- | -------------------------------------------------------------- | ------------------------------------------------------------- | ----------------------------------------------------------- |
| 2002    | Valérie Ducognon ( France) Delphine Oggeri ( France)           | Corinne Favre ( France) Carole Toïgo ( France)                | Nathalie Bourillon ( France) Véronique Lathuraz ( France)   |
| 2004    | Cristina Favre-Moretti ( Suisse) Catherine Mabillard ( Suisse) | Jeanine Bapst ( Suisse) Isabella Crettenand-Moretti ( Suisse) | Corinne Favre ( France) Carole Toïgo ( France)              |
| 2006    | Roberta Pedranzini ( Italie) Francesca Martinelli ( Italie)    | Corinne Favre ( France) Carole Toïgo ( France)                | Catherine Mabillard ( Suisse) Séverine Pont-Combe ( Suisse) |
| 2008    | Roberta Pedranzini ( Italie) Francesca Martinelli ( Italie)    | Nathalie Etzensperger ( Suisse) Séverine Pont-Combe ( Suisse) | Catherine Mabillard ( Suisse) Gabrielle Magnenat ( Suisse)  |
| 2010    | Roberta Pedranzini ( Italie) Francesca Martinelli ( Italie)    | Marie Troillet ( Suisse) Nathalie Etzensperger ( Suisse)      | Corinne Clos ( Italie) Silvia Rocca ( Italie)               |
| 2011    | Nathalie Etzensperger ( Suisse) Marie Troillet ( Suisse)       | Francesca Martinelli ( Italie) Roberta Pedranzini ( Italie)   | Gabrielle Magnenat ( Suisse) Séverine Pont-Combe ( Suisse)  |
| 2013    | Laëtitia Roux ( France) Axelle Mollaret ( France)              | Elena Nicolini ( Italie) Gloriana Pellissier ( Italie)        | Maude Mathys ( Suisse) Emilie Gex-Fabry ( Suisse)           |
| 2015    | Laëtitia Roux ( France) Axelle Mollaret ( France)              | Mireia Miró Varela ( Espagne) Marta Riba ( Espagne)           | Elena Nicolini ( Italie) Katia Tomatis ( Italie)            |
| 2017    | Axelle Mollaret ( France) Lorna Bonnel ( France)               | Mireia Miró Varela ( Espagne) Claudia Galicia ( Espagne)      | Alba de Silvestro ( Italie) Martina Valmassoi ( Italie)     |
| 2019    | Axelle Mollaret ( France) Lorna Bonnel ( France)               | Alba de Silvestro ( Italie) Giulia Murada ( Italie)           | Jennifer Sevennec ( Suisse) Marianne Fatton ( Suisse)       |

#### Relais
| Édition | Or                                                                                    | Argent                                                                                     | Bronze                                                                        |
| ------- | ------------------------------------------------------------------------------------- | ------------------------------------------------------------------------------------------ | ----------------------------------------------------------------------------- |
| 2002    |                                                                                       |                                                                                            |                                                                               |
| 2004    | ( Suisse) Isabella Crettenand-Moretti Catherine Mabillard Cristina Favre-Moretti      | ( France) Nathalie Bourillon Véronique Lathuraz Delphine Oggeri                            | ( Italie) Annamaria Baudena Christiane Nex Gloriana Pellissier                |
| 2006    | ( Italie) Francesca Martinelli Chiara Raso Roberta Pedranzini Gloriana Pellissier     | ( Suisse) Gabrielle Magnenat Nathalie Etzensperger Catherine Mabillard Séverine Pont-Combe | ( France) Carole Toïgo Véronique Lathuraz Corinne Favre Nathalie Bourillon    |
| 2008    | ( Suisse) Nathalie Etzensperger Gabrielle Magnenat Marie Troillet Séverine Pont-Combe | ( Italie) Francesca Martinelli Elisa Fleischmann Roberta Pedranzini Gloriana Pellissier    | ( France) Valentine Fabre Véronique Lathuraz Corinne Favre Nathalie Bourillon |
| 2010    | ( Italie) Francesca Martinelli Silvia Rocca Roberta Pedranzini                        | ( Suisse) Nathalie Etzensperger Gabrielle Magnenat Marie Troillet                          | ( Autriche) Lydia Prugger Michaela Eßl Veronika Swidrak                       |
| 2011    | ( Suisse) Nathalie Etzensperger Gabrielle Magnenat Mireille Richard                   | ( France) Emilie Favre Sandrine Favre Louise Borgnet                                       | ( Espagne) Cristina Bes i Ginesta Gemma Arrò Mireia Mirò Varela               |
| 2013    | ( France) Laëtitia Roux Valentine Fabre Axelle Mollaret                               | ( Italie) Gloriana Pellissier Elena Nicolini Alessandra Cazzanelli                         | ( Suisse) Emilie Gex-Fabry Maude Mathys Mireille Richard                      |
| 2015    | ( France) Laëtitia Roux Marion Maneglia Axelle Mollaret                               | ( Espagne) Mireia Miró Varela Claudia Galicia Marta Garcia                                 | ( Italie) Katia Tomatis Martina Valmassoi Elena Nicolini                      |
| 2017    | ( France) Laëtitia Roux Valentine Fabre Axelle Mollaret                               | ( Espagne) Mireia Miró Varela Claudia Galicia Marta Garcia                                 | ( Italie) Giulia Compagnoni Martina Valmassoi Alba de Silvestro               |
| 2021    | ( Italie) Alba De Silvestro Mara Martini Ilaria Veronese                              | ( France) Emily Harrop Lena Bonnel Axelle Mollaret                                         | ( Suisse) Marianne Fatton Victoria Kreuzer Alessandra Schmid                  |

#### Combiné
| Édition | Or                                                           | Argent                         | Bronze                                |
| ------- | ------------------------------------------------------------ | ------------------------------ | ------------------------------------- |
| 2002    | Valérie Ducognon ( France)                                   | Delphine Oggeri ( France)      | Gloriana Pellissier ( Italie)         |
| 2004    | Cristina Favre-Moretti ( Suisse)                             | Catherine Mabillard ( Suisse)  | Isabella Crettenand-Moretti ( Suisse) |
| 2006    | Non attribué à cause de l'annulation de l'épreuve individuel |                                |                                       |
| 2008    | Roberta Pedranzini ( Italie)                                 | Francesca Martinelli ( Italie) | Nathalie Etzensperger ( Suisse)       |
| 2010    | Roberta Pedranzini ( Italie)                                 | Francesca Martinelli ( Italie) | Nathalie Etzensperger ( Suisse)       |
| 2011    | NC                                                           | NC                             | NC                                    |
| 2013    | NC                                                           | NC                             | NC                                    |